# Mason Ramsey
Manson Ramsey (El seu nom artístic és Lil Hank Williams. Golocanda, Illinois; 16 de novembre de 2006) és un cantant estatunidenc. Va ser reconegut després que públiques un vídeo en el seu canal de Youtube “@mansonramsey” on cantava la famosa cançó Lovseick Blues en el 2018. Aquest vídeo va fer que se’l veiés com una “petita estrella” i es va començar a conèixer com "The Walmart Yodeling Boy" per l’Audiència i des d’aquell moment va començar a triomfar en el món de la música blues i country i també a publicar les seves pròpies cançons amb els seus videoclips musicals.

## Biografia
Mason Ramsey va néixer a Illinois el 16 de novembre de 2006, el seu pare es John Ramsey, perruquer, i la seva mare Karen Ramsey, mestressa de casa. Es va mudar a Golocanda, Illinois, amb els seus avis paterns, Ernest M. Ramsey i Frances Ramsey, quan tenia tres setmanes.A part, ell té una germana petita.
Segons el seu avi, Manson va començar a cantar abans que pogués parlar. Va passar hores al soterrani amb el seu avi escoltant el cantant country Hank Williams que es va convertir en el seu cantant preferit. La primera cançó que Ramsey va intentar cantar va ser la famosa cançó de Williams 'Long Gone Lonesome Blues'. Ramsey va començar a tocar la guitarra quan tenia sis anys i va actuar en un Programa de televisió de Nadal amb Kenny Rogers quan tenia set anys.

## Carrera
La seva carrera va començar a març de 2018, quan el van gravar a una botiga de “Wallamart” cantant la cançó "Lovesick Blues". Aquest vídeo va obtenir més de 25 milions de visites i es va convertir en un nou mem d'internet. Aquest vídeo va causar interès per al vídeo dels 70 anys del Hank Williams i aquell mateix mes de març els Rolling Stones van classificar la seva mateixa cançó a spotify com a número tres i número quatre en tot el món. El 13 d'abril de 2018, el DJ estatunidenc Whetham va posar a Ramsey mentre feia la seva presentació en el Festival de Música i Arts de 2018 Coachella Valley en Indio, California. A finals d'abril, va firmar un contracte de gravació amb Atlantic Records  i va treure el seu primer tema “Famous”.
El 12 de juliol de 2019 va fer una col·laboració amb la cançó del tercer remix de "Old Town Road" amb el cantant de rap i cantautor Lil Nas X, i el compositor de música country Billy Ray Cyrus. Des d’aquell moment va començar a fer petites col·laboracions i a cantar cançons d’èxit d’Adele, Beyonce… i va tenir l’honor de poder conèixer a diferents artistes com “Shawn Mendes, Justin Bieber, Oliver Tree, Post Malone, Millie Bobby Brown, Bebe Rexha, Miley Cyrus”. El van començar a convidar a programes televisius. I el 26 de gener de 2020 va participar en la 62a edició dels premis Grammy juntament amb altres artistes.

## Primera cançó
La seva primera cançó publicada és “Famous”, va ser publicada el 27 d’abril de 2018, la producció va ser feta per Joey Moi I la van fer sonar per la “country ràdio” per primer cop el día 30 d’abril de 2018.Aquesta cançó combina l’estil tradicional amb estils més moderns sense allunyar-se del estil country, i un escriptor de The Rolling Stones va comparar la cançó amb Luke Bryan. La cançó narra sobre un romanç preadolescent, i sobre fer-se famós per estimar a una noia. Té una duració de 3:12’.

## El country de Hank Williams
Ramsey, ha tingut molts referents durant la seva vida, tots cantants de country, estil de música que escolta des de petit. Encara que ha tingut diversos referents, el que, segons la seva família, l’ha marcat més durant tot el que porta de la seva vida, ha estat el reconegut cantant de country Hank Williams, que també és estatunidenc.
Des de petit ha admirat a Hank Williams i ha estat el seu cantant preferit perquè s’ha criat escoltant-lo. Una de les primeres cançons que va intentar tocar i cantar per primer cop, va ser “Long Gone Lonesome Blues”, d’aquest mateix artista.
Gràcies a ell, surt el seu nom “Lil Hank Williams”, on “Lil” voldria referir-se a “petit” i “Hank Williams” al mateix music famós, per tant, el seu nom voldria dir “Petit Hank Williams”.

## Discografia
2018:
- Famous
- Lovesick Blues
- "White Christmas"
- "Jambalaya (On The Bayou)"
- "The Way I See It"

2019:
- "Puddle of Love"
- "Before I Knew It"
- "On My Way"
- "Twang"
- "How Could I Not"

Remix
2018:
- Old Town Road (with Lil Nas X, Billy Ray Cyrus & Young Thug)

## Filmografia
2018:
- The angry birds 2, la película (va posar veu a l’Oliver)[cal citació]